# R Sculptoris
Désignations
R Sculptoris est une étoile géante rouge de la constellation du Sculpteur. Elle est l'un des premiers astres observés de manière significative par l'observatoire ALMA, qui a notamment révélé une émission de rayonnements en spirale marquant probablement la présence d'un compagnon.